# Судиенки
Судиенки — малороссийский дворянский род.

## Происхождение и история рода
Потомство стародубского полкового судьи Андрея Ивановича, восходит ко второй половине XVII века. Сын его Иван первый принял фамилию Судиенко. Осип Михайлович Судиенко в 1880-х годах был владимирским губернатором.

## Описание герба
В щите, имеющем красное поле, изображён серебряный Крест и золотой Рог, висящий на шнурке.
Щит увенчан дворянскими шлемом и короной. Нашлемник: три страусовых пера. Намёт на щите красный, подложенный золотом. Герб рода Судиенков внесён в Часть 3 Общего гербовника дворянских родов Всероссийской империи, стр. 97.